# Xenasmatella romellii
Xenasmatella romellii är en svampart som beskrevs av Hjortstam 1983. Xenasmatella romellii ingår i släktet Xenasmatella och familjen Xenasmataceae.   Inga underarter finns listade i Catalogue of Life.